# Минха (молитва)
Минха (минха́, от ивр. מנחה‎) в иудаизме — полуденное богослужение; пополуденная молитва, являющаяся субститутом (аналогом) пополуденного (подвечернего) жертвоприношения тамид («постоянного жертвоприношения»)  в Храме (Чис. 28:4, 8).

## Происхождение
На древнееврейском языке слово минха значит «дар; приношение», оно неоднократно встречается в Танахе. В узком смысле оно означает «хлебный дар» — один из видов жертвоприношений, который готовили из пшеничной или ячменной муки.
Минха соответствует вечернему жертвоприношению в Храме. Согласно Талмуду, обычай читать минху восходит к Исааку, в Торе написано: «При наступлении вечера Исаак вышел в поле поразмыслить» (Быт. 24:63), что можно понимать и как «помолиться» (לשוח‎).

## Время
В «Шулхан арухе», регулирующем жизнь религиозного еврея, предписано молиться три раза в день. Время молитв определено. Поскольку дневная молитва соответствует вечернему жертвоприношению, самое раннее время её чтения — это примерно через полчаса после полудня, а самое позднее — до захода солнца. Особенностью молитвы минха является то, что в будни её необходимо читать во время рабочего дня, поэтому религиозные евреи делают это прямо на рабочем месте, по возможности договариваясь о совместном проведении молитвы (собирают миньян). Во время полуденного богослужения «Минха» кохены воздерживаются от благословения евреев по причине того, что после утреннего богослужения за трапезой выпивают вино, а будучи хмельным, молиться запрещено.

## Состав
- Порядок храмовой службы (корбанот) состоит в основном из отрывков Торы и Талмуда, описывающих службу в Храме. Читается не во всех нусахах.
- Молитва «Ашрей», по субботам и праздникам также «У-ва ле-Цийон». В Йом-кипур эти молитвы переносят на неилу.
- Чтение Торы по субботам и в дни общественных постов.
- Молитва «Амида» — центральная часть дневного богослужения.
- Моления о милости «Таханун» (не читают по праздничным и особым дням; в субботу вместо этого читают несколько стихов из Тегилим).
- Молитвы «Алену» и «Кадиш».